# Oakland (Florida)
Oakland ist eine Stadt im Orange County im US-Bundesstaat Florida. Das U.S. Census Bureau hat bei der Volkszählung 2020 eine Einwohnerzahl von 3.516 ermittelt. 

## Geographie
Oakland grenzt im Osten direkt an Winter Garden und liegt rund 25 Kilometer westlich von Orlando. Die Stadt liegt am Südufer des Lake Apopka.

## Geschichte
Die Stadtgründung Oaklands erfolgte 1887, nachdem im Vorjahr der voranschreitende Bau der Orange Belt Railway aus Richtung Sanford die Stadt erreicht hatte. Nach mehreren Übernahmen wurde die Strecke im Zuge der Gründung der Seaboard Coast Line Railroad im Jahr 1967 stillgelegt.

## Demographische Daten
Laut der Volkszählung 2010 verteilten sich die damaligen 2538 Einwohner auf 958 Haushalte. Die Bevölkerungsdichte lag bei 466,5 Einw./km². 67,8 % der Bevölkerung bezeichneten sich als Weiße, 20,4 % als Afroamerikaner, 0,6 % als Indianer und 4,8 % als Asian Americans. 3,3 % gaben die Angehörigkeit zu einer anderen Ethnie und 3,0 % zu mehreren Ethnien an. 10,0 % der Bevölkerung bestand aus Hispanics oder Latinos.
Im Jahr 2010 lebten in 45,9 % aller Haushalte Kinder unter 18 Jahren sowie 20,7 % aller Haushalte Personen mit mindestens 65 Jahren. 81,0 % der Haushalte waren Familienhaushalte (bestehend aus verheirateten Paaren mit oder ohne Nachkommen bzw. einem Elternteil mit Nachkomme). Die durchschnittliche Größe eines Haushalts lag bei 2,99 Personen und die durchschnittliche Familiengröße bei 3,32 Personen.
29,3 % der Bevölkerung waren jünger als 20 Jahre, 23,0 % waren 20 bis 39 Jahre alt, 32,5 % waren 40 bis 59 Jahre alt und 15,2 % waren mindestens 60 Jahre alt. Das mittlere Alter betrug 39 Jahre. 48,2 % der Bevölkerung waren männlich und 51,8 % weiblich.
Das durchschnittliche Jahreseinkommen lag bei 82.308 $, dabei lebten 9,6 % der Bevölkerung unter der Armutsgrenze.
Im Jahr 2000 war Englisch die Muttersprache von 98,47 % der Bevölkerung und spanisch sprachen 1,53 %.

## Verkehr
Oakland wird vom mautpflichtigen Florida’s Turnpike sowie von den Florida State Roads 50 und 438 durchquert. Der nächste Flughafen ist der rund 40 Kilometer östlich gelegene Orlando International Airport.

## Kriminalität
Die Kriminalitätsrate lag im Jahr 2010 mit 342 Punkten (US-Durchschnitt: 266 Punkte) im durchschnittlichen Bereich. Es gab eine Vergewaltigung, einen Raubüberfall, vier Körperverletzungen, 13 Einbrüche, 23 Diebstähle und fünf Autodiebstähle.